# Eisen(III)-bromid
Eisen(III)-bromid ist eine chemische Verbindung des Eisens und zählt zu den Bromiden.

## Gewinnung und Darstellung
Eisen(III)-bromid kann durch Reaktion von Eisen mit Brom erzeugt werden.
{\displaystyle {\ce {2Fe + 3Br2 -> 2FeBr3}}}
Es kann auch bei der Aufbereitung von Kalisalzen gewonnen werden.

## Eigenschaften
Eisen(III)-bromid zersetzt sich bei Temperaturen > 200 °C zu Eisen(II)-bromid und Brom. Die Reaktion ist bei niedrigerer Temperatur umkehrbar.
{\displaystyle {\ce {2FeBr3 -> 2FeBr2 + Br2}}}
Eisen(III)-bromid kristallisiert im trigonalen Kristallsystem mit der Raumgruppe R3 (Raumgruppen-Nr. 148). Die Gitterkonstanten betragen a = 639,7 pm und c = 1837,5 pm.

## Verwendung
Eisenbromid wird als Katalysator (Lewis-Säure) bei aromatischen Substitutionen (z. B. Elektrophile aromatische Substitution, Bromierung von Benzol) eingesetzt.